# Sistema corona-pignone

Sistema di trasmissione corona-pignone, con cambio a più pignoni e due corone anteriori

In meccanica un sistema corona-pignone è un sistema di trasmissione a catena od ingranaggi, dove il pignone è la ruota dentata più piccola, mentre la corona è la ruota dentata di dimensioni maggiori (con il maggior numero di denti). È tipico delle biciclette.

## Descrizione

### Tipologia di ruote

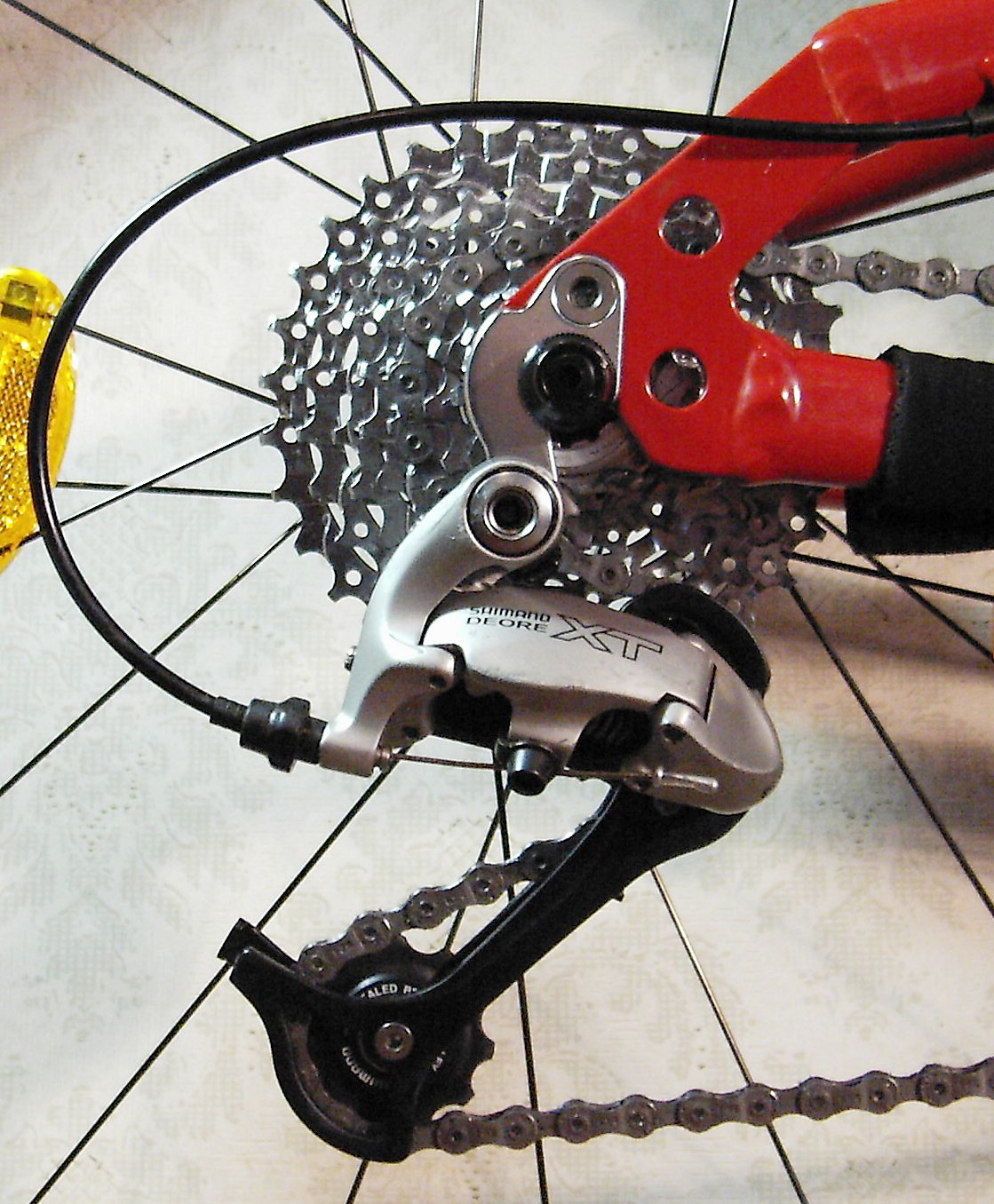
Deragliatore posteriore e pacco pignoni

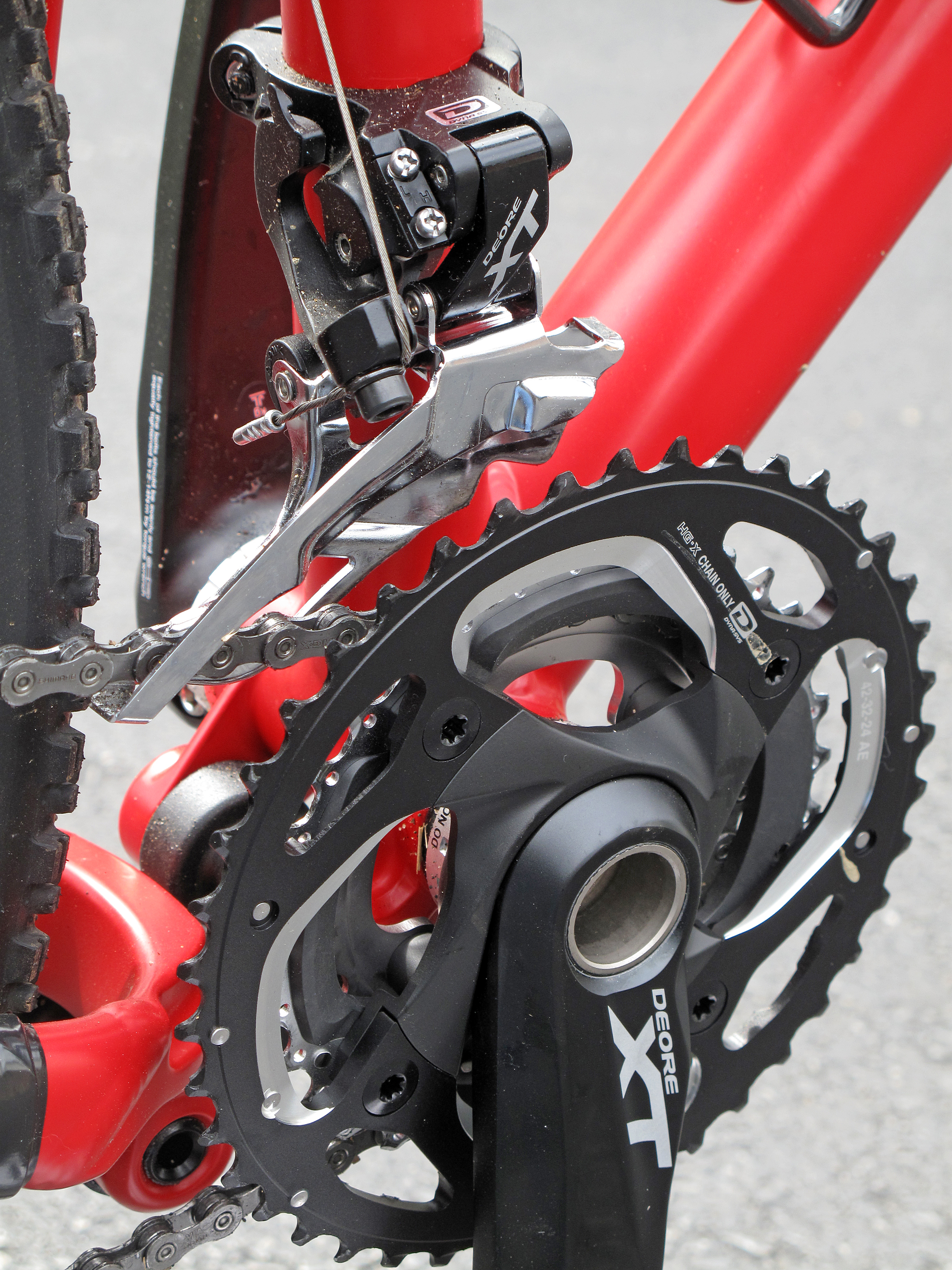
Deragliatore anteriore e guarnitura

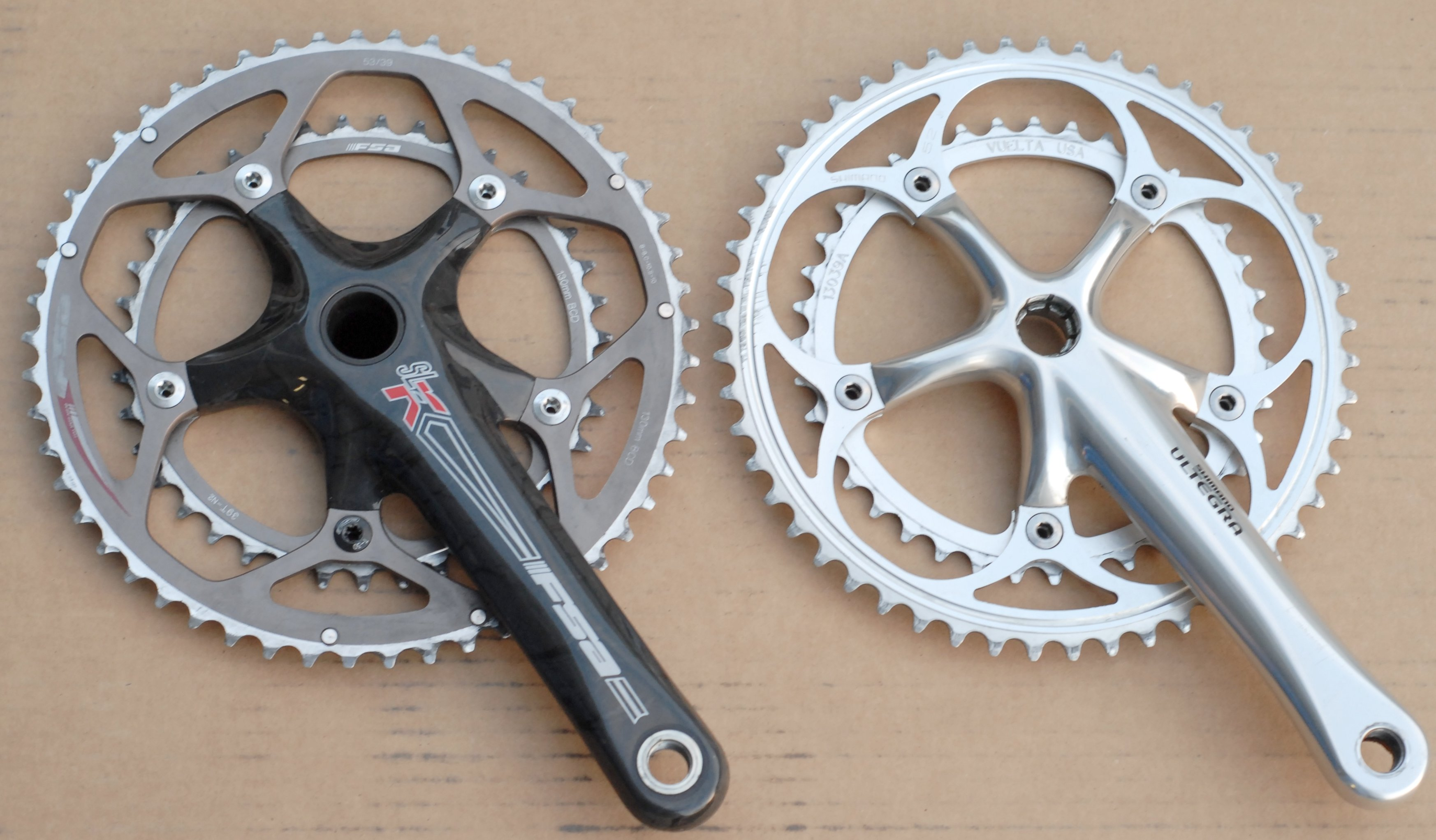
Esempio di guarniture

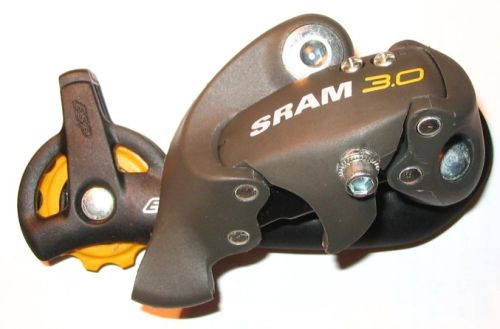
Deragliatore posteriore

I sistemi utilizzati per le ruote sono:
- Ruote lisce
- Ruote dentate

### Tipologia di trasmissione
La trasmissione tra le ruote può essere:
- Diretta, quando si ha la trasmissione direttamente con il pignone e la corona, come nel caso degli ingranaggi del cambio, che sono direttamente a contatto tra loro
- Indiretta quando si ha uno o più organi interposti tra pignone e corona, predisposti alla sola trasmissione, come la catena di trasmissione, usata per la trasmissione finale della maggior parte delle moto

### Azionamento
Questo sistema può essere azionato in molti modi:
- Meccanicamente
- Idraulicamente
- Pneumaticamente
- Elettricamente
- Manualmente

### Uso
Questo sistema ha tante applicazioni, ed è presente su buona parte dei macchinari/oggetti che si basano sulla rotazione, le applicazioni più comuni sono:
- Cambi di velocità
- Trasmissioni di moti
- Differenziali

## Rapporto di trasmissione
Generale

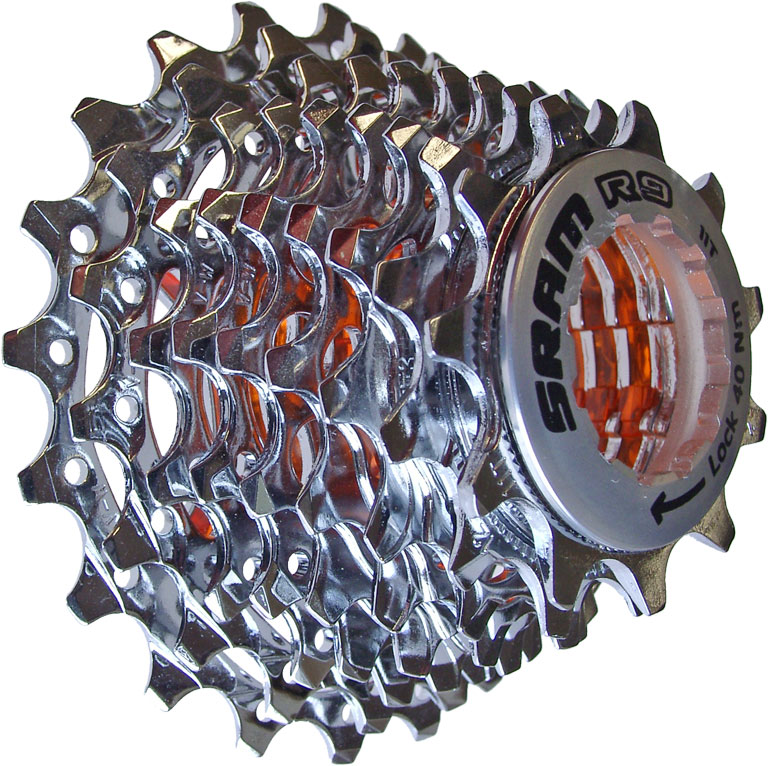
Pacco pignoni posteriori

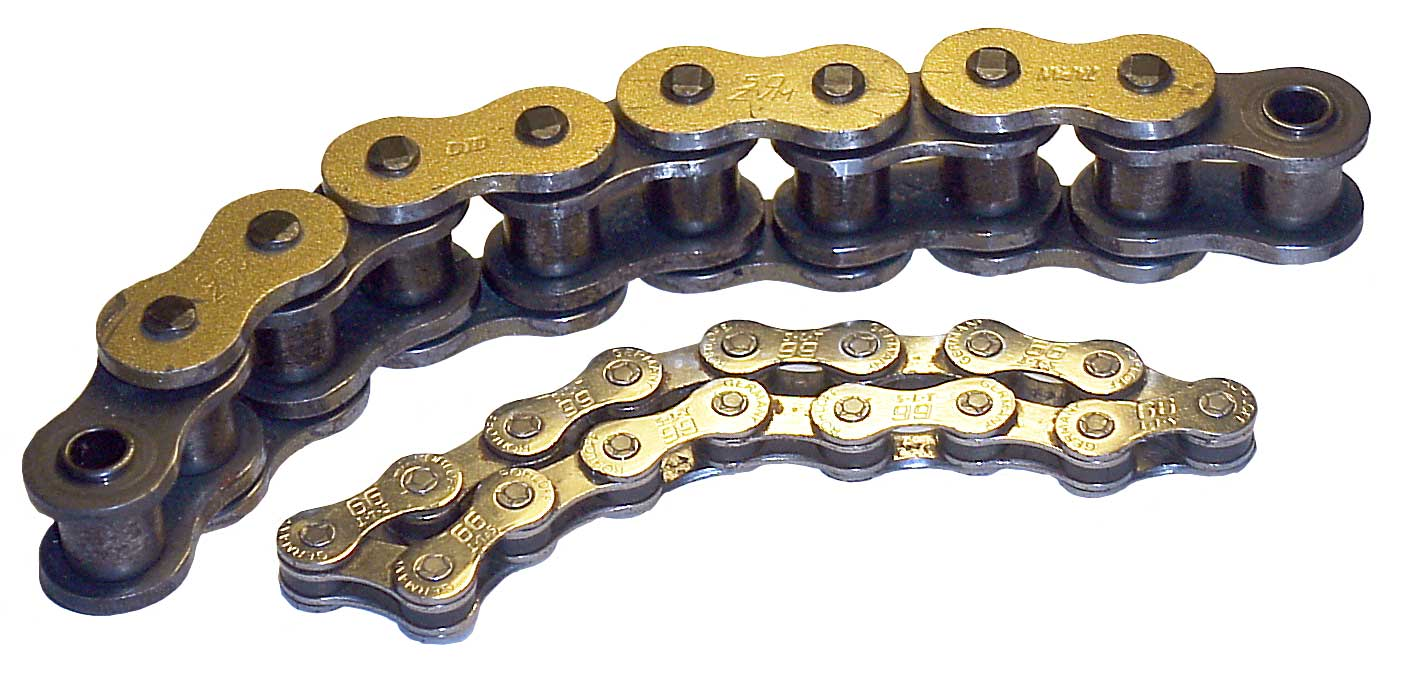
Catena di trasmissione

Il numero dei denti della corona e del pignone sono molto importanti, così come la loro funzione (condotti o conduttori), infatti tramite il loro rapporto (corona-pignone) si può definire di quanto è elevata la differenza di velocità rispetto alla fonte, inoltre a seconda della loro disposizione questo rapporto di trasmissione può essere incrementale o riducente, quindi aumentare o diminuire la velocità di rotazione, ma generalmente si utilizza direttamente la proporzione tra l'ingranaggio condotto e l'ingranaggio conduttore, in modo da avere il rapporto di riduzione, il quale più sarà maggiore di 1 e tanto maggiore sarà la riduzione della velocità di rotazione, se invece sarà inferiore a 1 si ha un aumento della velocità di rotazione, nel caso sia pari a 1 non si hanno cambiamenti di velocità di rotazione.
Ciclismo
Un esempio di facile verifica si ha nel ciclismo, con il rapporto e fra il numero dei denti della moltiplica (o corona) e quelli del pignone inserito sulla ruota posteriore e collegato alla moltiplica tramite la catena. Viene espresso come una frazione, piuttosto che come un numero intero.
Es. il "53-12" con il quale i corridori effettuano solitamente le volate è il rapporto che si ha quando la catena è sulla moltiplica più grande (da 53 denti) e sul pignone da 12 denti. Sulle salite più dure i corridori usano il "39-25". Su molte biciclette per amatori sono presenti rapporti ancora più "corti" come il "30-28".
Al rapporto corrisponde la distanza che si percorre con un giro completo di pedale, detta anche sviluppo.
{\displaystyle Sviluppo={\frac {DentiMoltiplica}{DentiPignone}}\cdot CirconferenzaRuota}
Un rapporto "lungo" è un rapporto che ha uno sviluppo elevato: con ciascuna pedalata si percorre una grande distanza, ma è anche necessaria una maggior forza di gambe. Pedalando con una bassa frequenza e "di forza", rispetto ad un'andatura "agile", ovvero con un rapporto "corto" e una maggior frequenza, si ha una maggiore inerzia dei pedali, che aiutano il superamento dei punti morti di spinta sui pedali e permettono una pedalata più costante.

Nel caso di cambi a deragliatore il rapporto corto dovrebbe essere ottenuto nella condizione di maggiore rendimento di tale sistema, quindi con catena poco disassata e con l'uso di ruote dentate grandi sia all'anteriore che al posteriore, oltre ad una catena ben tesa.